# Simo Aalto
Simo Aalto (sinh ngày 19 tháng 3 năm 1960) là một ảo thuật gia nổi tiếng ở Phần Lan vào những năm 1980. Ông thành lập Joker Poker Box, được gắn nhãn là một chuyến lưu diễn liên hoan nghệ sĩ mà anh sở hữu cùng với vợ Kirsti. Aalto được biết đến với một loạt các kỹ năng từ hệ thống đầu ngón tay đến ảo ảnh. Ông cũng chuyên làm căng bụng, bắt chước và một số mánh khóe khác.
Con gái của Simo Aalto là Sari Aalto và con của anh trai ông là ca sĩ Suvi Aalto và Saara Aalto.